# Mercedes, Texas
Mercedes là một thành phố thuộc quận Hidalgo, tiểu bang Texas, Hoa Kỳ. Năm 2010, dân số của xã này là 15570 người.

## Dân số
- Dân số năm 2000: 13649 người.
- Dân số năm 2010: 15570 người.